# Ginsheim-Gustavsburg
Ginsheim-Gustavsburg est une ville allemande située dans le land de la Hesse et l'arrondissement de Groß-Gerau.
Gustave II Adolphe de Suède a fait ériger un château dans cette municipalité.
La commune a été partiellement détruite (~80 %) lors des Bombardements aériens de Mayence : Ginsheim les 23-24 avril 1944 et Gustavsburg, surtout les 9, 15 septembre 1944 et le 27 février 1945.